# Тепходон
Тепходон (кор. 대포동, 大浦洞) — прийняте в США і Південній Кореї  найменування сімейства балістичних ракет КНДР, а також і ракети-носія, яка здатна виводити штучний супутник на навколоземну орбіту. Південнокорейське позначення ракети походить від старої назви місцевості, в якій розташований стартовий майданчик ракети (в районі села Мусудан-ні (무수단리) в повіті Хваде (화 대군) провінції Хамгьон-Пукто). У КНДР загальною назвою для ракет «Нодон» і «Тепходон» є найменування «Хвасон» («Соболь»).

## Історія
Розробка ракети Хвасон почалася на початку 1990-х років як продовження програми зі створення балістичної ракети середньої дальності Нодон. Метою програми було створення ракети середньої дальності «Хвасон-1» (TD-1, радіус 1500—2000 км) і МБР «Хвасон-2» (TD-2, 4000-8000 км). Перший запуск проведений 31 серпня 1998 року. Перші прототипи обох систем були створені в 1995 або 1996 роках. До 1999 року КНДР, за оцінками експертів США, могла призвести одну або дві ракети TD-2 і до 10 ракет TD-1. 

## Хвасон-1
Довжина ракети близько 27 м. Діаметр першого ступеня 1,36 м, діаметр другого — 0,88 м. Стартова маса 21,7 т. Ракета здатна доставити корисне навантаження масою 750 кг на відстань до 2000 км.

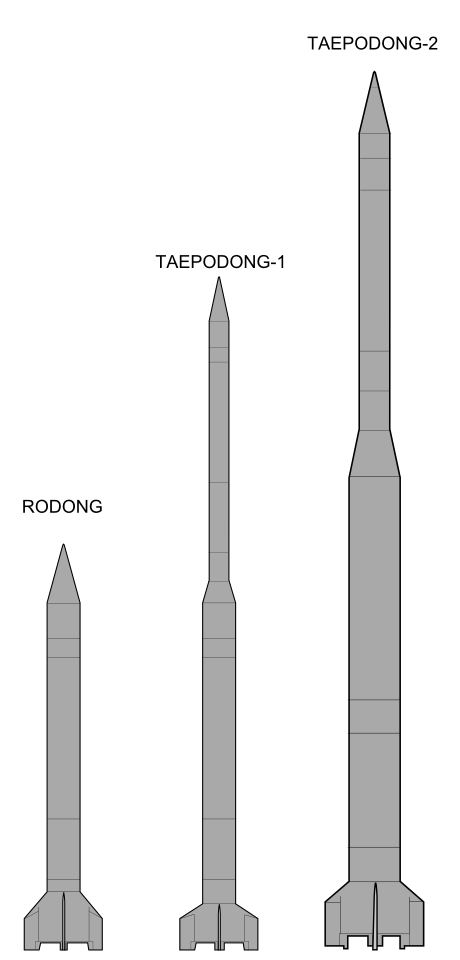

До червня 2006 року в КНДР створено 25-30 ракет.

## Пектусан-1
31 серпня 1998 року з космодрому Мусудан провінції Хамгьон-Пукто було здійснено запуск ракети-носія Пектусан-1 з метою виведення на орбіту супутника «Кванменсон-1». Перші два ступені триступеневої ракети-носія були створені на основі ракети Хвасон-1 (в класифікації США система отримала позначення Taepo Dong 1 SLV).

## Хвасон-2
Довжина двоступеневої ракети — близько 35 м. Обидва ступені оснащені РРД. Перший ступінь діаметром 2,1 м за характеристиками близький до китайської балістичної ракети середньої дальності (БРСД) Дунфен-3 і Дунфен-4, другий ступінь діаметром 1,32 м створений на основі БРСД Нодон. Стартова маса — 64,3 тонни. Ракета здатна доставити корисний вантаж в 700—1000 кг на дальність від 4000 до 6700 км.
У червні 2006 року ракета «Хвасон-2» була зібрана і підготовлена до запуску на полігоні Мусуданні. 4 липня 2006 року на космодромі був проведений випробувальний запуск прототипу нової ракети-носія «Инха-2», що базується на конструкції TD-2, закінчився аварією на 42-й секунді після старту. США даний пуск розцінили як замасковані випробування МБР «Хвасон-2». 
Припускається, що на основі Хвасон-2 створені іранські ракети Шахаб-5 і Шахаб-6.

## Хвасон-3
Фахівці США вважають, що в КНДР ведуться розробки триступеневої МБР «Хвасон-3», що має дальність польоту 10-12 тис. км і здатної нести корисний вантаж в 500—1000 кг.